# Teszub
Teszub – główne bóstwo w panteonie hurycko-urartyjskim. Bóg burzy, który władał błyskawicami, wiatrem i deszczem. Król wszystkich bogów, syn Kumarbi, małżonek Hebat – Wielkiej Bogini. 
U Hetytów czczony również pod imieniem Tarhun.
Miejsce jego kultu znajdowało się w mieście Kummi, a poświęconym mu zwierzęciem był byk.
Przedstawiany był jako potężny, brodaty mężczyzna z włócznią, maczugą lub podwójnym toporem w jednej ręce i piorunem w drugiej. Najczęściej ubrany był w krótką tunikę i szpiczastą czapkę z rogami.
Mity o Teszubie przetrwały w hetyckich wersjach. Według jednego z nich Teszub pokonał "ojca bogów" - Kumarbiego i zajął jego miejsce. Pokonany Kumarbi zapłodnił skałę, z której narodził się Ullikummi - Kamienny Bóg, wobec którego Teszub był bezsilny i musiał zrzec się zwierzchnictwa. Na niebiański tron Teszub wrócił dzięki Ea, który pozbawił mocy diorytowego giganta, obcinając mu stopy piłą o nazwie kuruzzi, którą dawni bogowie niegdyś rozdzielili niebo i ziemię.